# カマシン人
カマシン人（英：Kamasins, 露：Камасинцы (または Камашинцы)）は、ロシア・シベリアに居住したウラル系サモエード系民族で、カマス語を話した。人種はモンゴロイドに属していた。
17世紀には、サヤン山脈周辺のカン川とマナ川沿いに、500人ほど住んでいた。18-19世紀の時点では、狩猟、漁撈、トナカイ牧畜をおこなう「タイガ・カマシン人」と、ウマやウシの牧畜、狩猟を行う「ステップ・カマシン人」に分かれていた。20世紀にはロシア人の農民に吸収されて、同化して民族としては消滅してしまった。